# San Agustín de las Juntas
San Agustín de las Juntas là một đô thị thuộc bang Oaxaca, México. Năm 2005, dân số của đô thị này là 5645 người.